# قهوه دوستان
قهوه دوستان (به انگلیسی: Coffee Friends) یک برنامه تلویزیونی کره‌ای در ژانر تلویزیون واقع‌نما است که در شبکهٔ tvN و با هنرمندی یو یون سوک، سون هو جون، چوی جی وو و یانگ سه جونگ تهیه شده‌است.
پخش این برنامه از شبکهٔ tvN در تاریخ چهارم ژانویه سال ۲۰۱۹ آغاز شد و در هشتم مارس 2019به پایان رسید. برنامه در ساعت ۱۹:۱۰ روزهای جمعهٔ هر هفته پخش می‌شد.

## خلاصه داستان
برنامه در مورد چهار هنرمند است که تصمیم دارند در جزیرهٔ ججو و در میان یک باغ نارنگی یک کافه را اداره کنند. ایدهٔ اصلی برنامه براساس پروژهٔ خیریه‌ای بود که یو یون‌سوک و سون هوجون به عنوان دو دوست قدیمی در سال ۲۰۱۸ اجرا کردند. آن‌ها به مردم قهوهٔ رایگان اهدا می‌کردند و مردم نیز در مقابل هر مقداری را که در توان داشتند برای امور خیریه در اختیار آن‌ها قرار می‌دادند.
در این کافه هم منو رایگان است. هیچ قیمتی برای غذاها و نوشیدنی‌ها در منو ذکر نشده‌است و مردم می‌توانند بنا بر توان و علاقهٔ خود هر مقداری که دوست داشتند را به کافه اهدا کنند. در نهایت، کل مبلغ اهدایی از طرف مردم به پروژهٔ خیریهٔ آن‌ها ۱۲٬۰۹۳٬۹۷۷ وون کره جنوبی بود که گروه تمام آن را به مرکز کودکان معلول اهدا کرد.

## بازیگران
| نام                | نقش                          | قسمت | قسمت | قسمت | قسمت | قسمت | قسمت | قسمت | قسمت | قسمت | قسمت |
| نام                | نقش                          | ۱    | ۲    | ۳    | ۴    | ۵    | ۶    | ۷    | ۸    | ۹    | ۱۰   |
| ------------------ | ---------------------------- | ---- | ---- | ---- | ---- | ---- | ---- | ---- | ---- | ---- | ---- |
| یو یون سوک         | صاحب فروشگاه، سرآشپز         |      |      |      |      |      |      |      |      |      |      |
| سون هو جون         | صاحب فروشگاه، نانوا، باریستا |      |      |      |      |      |      |      |      |      |      |
| چوی جی وو          | مدیر سالن                    |      |      |      |      |      |      |      |      |      |      |
| یانگ سه جونگ       | دستیار سالن و آشپزخانه       |      |      |      |      |      |      |      |      |      |      |
| جو جه یون          | ظرف‌شور                       |      |      |      |      |      |      |      |      |      |      |
| یونو (تی‌وی‌ایکس‌کیو) | ظرفشور                       |      |      |      |      |      |      |      |      |      |      |
| بارو (بی‌وان‌ای‌فور)  | ظرفشور                       |      |      |      |      |      |      |      |      |      |      |
| بک جونگ وون        | معلم آشپزی گروه. آشپز        |      |      |      |      |      |      |      |      |      |      |
| سهون (اکسو)        | فروشنده نارنگی               |      |      |      |      |      |      |      |      |      |      |
| نام جو هیوک        | کارگر پاره‌وقت                |      |      |      |      |      |      |      |      |      |      |
| کانگ دنیل          | کارگر موقت پاره وقت          |      |      |      |      |      |      |      |      |      |      |

## رتبه‌بندی‌ها
- در این جدول اعداد آبی رنگ نشان‌دهندهٔ کمترین رتبه و اعداد قرمز رنگ نشان‌دهندهٔ بیشترین رتبه هستند.
- لیست رتبه‌بندی زیر شامل زمان تجاری نمی‌شود.

| Ep. | تاریخ پخش اصلی | میانگین سهم مخاطب | میانگین سهم مخاطب |
| Ep. | تاریخ پخش اصلی | AGB Nielsen       | AGB Nielsen       |
| Ep. | تاریخ پخش اصلی | در سراسر کشور     | سئول              |
| --- | -------------- | ----------------- | ----------------- |
| ۱   | ۴ ژانویه ۲۰۱۹  | ۴٫۹۰۱٪            | ۶٫۱۵۱٪            |
| ۲   | ۱۱ ژانویه ۲۰۱۹ | ۴٫۹۵۱٪            | ۶٫۶۹۷٪            |
| ۳   | ۱۸ ژانویه ۲۰۱۹ | ۵٫۳۸۰٪            | ۶٫۴۹۳٪            |
| ۴   | ۲۵ ژانویه ۲۰۱۹ | ۴٫۲۵۸٪            | ۵٫۴۲۱٪            |
| ۵   | ۱ فوریه ۲۰۱۹   | ۵٫۱۳۹٪            | ۵٫۹۴۷٪            |
| ۶   | ۸ فوریه ۲۰۱۹   | ۵٫۸۷۹٪            | 7.166%            |
| ۷   | ۱۵ فوریه ۲۰۱۹  | 6.135%            | ۶٫۸۷۸٪            |
| ۸   | ۲۲ فوریه ۲۰۱۹  | ۵٫۱۳۷٪            | ۵٫۵۱۸٪            |
| ۹   | ۱ مارس ۲۰۱۹    | ۴٫۳۲۱٪            | ۴٫۸۷۶٪            |
| ۱۰  | ۸ مارس ۲۰۱۹    | 3.960%            | 4.534%            |